# 300 Degrezz
300 Degrezz è il quarto mixtape del rapper statunitense Lil Reese, pubblicato l'8 gennaio 2016 dall'etichetta discografica RBC Records.

## Tracce
1. Sum New – 2:36
2. Some Out Nun – 3:10
3. Feed The Fam – 2:57
4. Come Around – 2:34
5. Still Workin – 2:22
6. However – 2:05
7. Mo Weed – 3:38
8. Problems – 2:18
9. Sets Droppin – 3:20
10. Jakes – 3:46
11. Seen or Saw – 2:37